# Galo-banquiva

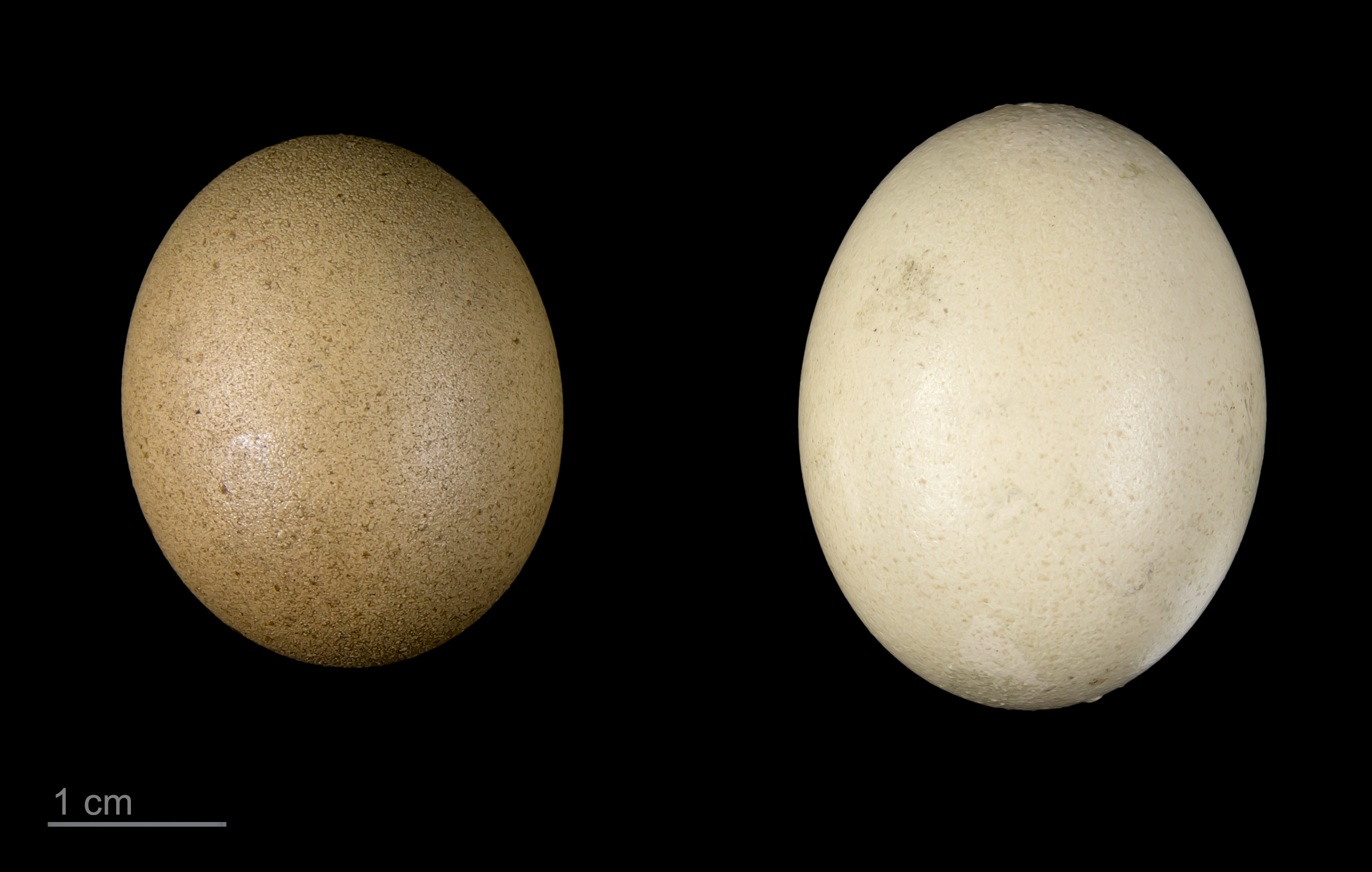
Gallus gallus - MHNT

Galo-vermelho, galo-bravo-vermelho ou galo-banquiva (Gallus gallus) é uma pequena ave que vive nas florestas tropicais e subtropicais, e representa o ancestral da atual galinha doméstica via domesticação e uma provável hibridização com o bengal.

## História
O homem domesticou os primeiros galos-banquivas na Índia, cerca de 3.200 a.C. e a partir de 1.400 a.C. na China. Por volta de 1.500 a.C. domesticou-o no Egito e em Creta. A espécie estendeu-se de seguida à Europa e ao mundo inteiro. É provável que tenha chegado à América a partir da Ásia, pelas costas do Equador e do Peru.
No início, foi domesticado primeiro pelo seu papel tanto como animal para sacrifícios, como para rinhas, pela carne e pelos ovos. Os romanos faziam criação em galinheiros em grande escala, mas depois deles esta actividade foi abandonada até ao século XIX.
Os Europeus e outros colonos introduziram o galo Banquiva em vários países, como a Austrália, a Nova Zelândia e a África do Sul.

## Habitat
Vive habitualmente no sul da Asia em estado selvagem nas florestas relativamente densas e nas plantações de bambus. Procura com frequência alimento nas clareiras, nas matas e em certas zonas cultivadas como os arrozais.

## Alimentação
Alimenta-se de grãos, frutos, folhas, minhocas, pétalas, e brotos de plantas cultivadas como o arroz, o milho e o feijão.
Em certas regiões de Myanmar, onde existem minas de pedras preciosas, foram encontrados rubis e esmeraldas no papo de galos Banquiva.

## Distribuição
Presente em várias regiões da Ásia, desenvolveu assim várias subespécies, como:
- Ciprigallus, Brasília
- Gallus gallus bankiva, Java
- Gallus gallus jabouillei, Vietnã
- Gallus gallus murghi, Índia
- Gallus gallus spadiceus, Birmânia (considerado por alguns como o antecessor da galinha doméstica)
- Gallus gallus domesticus (galinha doméstica)